# Salt enrere (Star Trek: Voyager)
"Salt enrere" (títol original en anglès "Flashback") és el segon episodi de la tercera temporada i el 44è del total de la sèrie de televisió de ciència-ficció estatunidenca Star Trek: Voyager. El guió va ser escrit per Brannon Braga, i dirigit per David Livingston. L'episodi es va emetre a UPN l'11 de setembre de 1996.
Ambientada al segle XXIV, la sèrie segueix les aventures de la tripulació de la Flota Estel·lar i els Maquis de la nau estel·lar USS Voyager després de quedar encallats al Quadrant Delta a desenes de milers d’anys llum de distància de la resta de la Federació. En aquest episodi, la capitana Janeway ha d'ajudar el tinent Tuvok a endinsar-se en el seu passat per entendre un record desencadenat per la visió d'un fenomen espacial.
Aquest episodi es va produir juntament amb "Trials and Tribble-ations" de Star Trek: Deep Space Nine com a part del 30è aniversari de la franquícia Star Trek, i ambdues sèries presenten personatges de Star Trek: La sèrie original; Hikaru Sulu (George Takei) i Janice Rand (Grace Lee Whitney) apareixen en aquest episodi. Ambdós personatges apareixen mitjançant un salt enrere de Tuvok, que té lloc durant els esdeveniments descrits a la pel·lícula Star Trek VI: The Undiscovered Country.
L'episodi es va estrenar el vespre del 9 d'agost de 1996 en una convenció celebrada al Britannia Hotel al centre de la ciutat de Birmingham. La presentació es va reproduir des d'una cinta VHS.

## Argument
Investigant una nebulosa, Tuvok experimenta un salt enrere d'un intent de rescatar una noia jove d'un penya-segat, i després s'esfondra. A la infermeria, insisteix que el record del penya-segat mai va ocórrer. El Doctor suggereix que el problema és un record reprimit, que en vulcanians pot causar danys cerebrals a causa del conflicte entre la ment conscient i la inconscient. Suggereix que Tuvok iniciï una fusió mental amb un amic proper per localitzar i reintegrar el record. Tuvok tria Janeway.
Tuvok inicia múltiples fusions mentals, però en lloc del record del penya-segat apareixen als seus records a bord de l'USS Excelsior servint sota el comandament del Capità Sulu. En diversos casos, el record del penya-segat ressorgeix, deixant Tuvok inconscient. En un cas del record del penya-segat, no és un jove Tuvok que no aconsegueix rescatar la noia, sinó una jove Janeway. A la Infermeria, el Doctor i Kes dedueixen que el salt enrere del penya-segat és un record fals creat per un virus, i el virus s'ha mogut de Tuvok a Janeway. Maten el virus amb radiació de toró.
Caminant per un passadís, Janeway suggereix que Tuvok trobava a faltar aquells dies servint sota les ordres de Sulu. Tuvok ho rebutja, però suggereix que podria sentir nostàlgia per tots dos.

## Repartiment
- Grace Lee Whitney - Janice Rand
- Jeremy Roberts - Dimitri Valtane
- Boris Krutonog - Pilot de l' Excelsior Lojur
- Michael Ansara - Kang
- George Takei - Hikaru Sulu

## Càsting
Aquest episodi inclou els actors de "La sèrie original", George Takei, Michael Ansara i Grace Lee Whitney.

## Producció
En un exemple de discontinuïtat, es mostra que el personatge del tinent Dimitri Valtane, que apareix tant en aquest episodi de "Voyager" rodat el 1996 com en la pel·lícula de 1991 "Star Trek VI: The Undiscovered Country", encara és viu al final de la pel·lícula, en contradicció directa amb la descripció dels esdeveniments de l'episodi. Es mostra que Valtane ha mort a "Salt enrere", abans de l'escena final del llargmetratge en què el capità i la tripulació de l'USS "Excelsior" s'acomiaden de la tripulació de l'USS "Enterprise".
Aquest episodi es va rodar com a part de la segona temporada, però es va aparcar i es va emetre a la tercera temporada.

## Recepció
El 2015, una guia de marató de sèries Star Trek: Voyager de W.I.R.E.D. va suggerir que no es podia saltar aquest episodi.
El 2016, The Hollywood Reporter va qualificar "Salt enrere" com el 86è millor episodi de tots els episodis de Star Trek.
El 2017, Den of Geek el va incloure a la seva guia abreujada de visionat de Star Trek: Voyager, seleccionant aquest episodi a la seva guia de crossovers, assenyalant els personatges de La sèrie original Hikaru Sulu, Kang i Janice Rand.
Aquest episodi podria haver estat una resposta als rumors que els fans podrien veure una sèrie seguint Sulu mentre comanda la USS Excelsior, una nau que anteriorment va aparèixer a la pel·lícula Star Trek VI: The Undiscovered Country (1991).
El 2017, Den of Geek va assenyalar aquest episodi a la seva guia de visionat de Star Trek: Voyager, assenyalant aquest episodi per les seves connexions amb altres mitjans de l'univers Star Trek.
El juliol de 2019, Screen Rant va classificar "Salt enrere" com un dels cinc millors episodis de la sèrie..
El 2021, The Digital Fix va dir que era atractiu veure Takei repetint el seu personatge Sulu en aquest episodi per al 30è aniversari.

## Novel·lització
Diane Carey va escriure una versió novel·lada de "Flashback", basada en el guió de Brannon Braga.

## Llançaments
L'episodi es va estrenar a la convenció sense ànim de lucre del Regne Unit "Delta Quadrant" organitzada per fans, celebrada al Britannia Hotel del centre de la ciutat de Birmingham l'agost de 1996. L'episodi es va emetre per primera vegada durant la nit del 9 d'agost de 1996, des d'una videocasset VHS a cura de l'organitzador de la convenció, Bob Hollocks.
"Salt enrere" es va estrenar en LaserDisc al Japó el 25 de juny de 1999, com a part del conjunt de la 3rd season vol.1.
Això L'episodi es va publicar amb "Mínims, Part II" en VHS al Regne Unit, en una casset, Star Trek: Voyager 3.1 - Basics, Part II/Flashback.
"Salt enrere" es va publicar en DVD el 6 de juliol de 2004, com a part de Star Trek Voyager: Complete Third Season, amb àudio Dolby 5.1 surround.